# Helichrysum montis-cati
Helichrysum montis-cati là một loài thực vật có hoa trong họ Cúc. Loài này được Hilliard mô tả khoa học đầu tiên năm 1982.